# رضا صالح جلالی
رضا صالح جلالی (زادهٔ ۱۳۳۴ در آستانه اشرفیه) نمایندهٔ حوزهٔ انتخابیهٔ آستانه اشرفیه در دورهٔ ششم مجلس شورای اسلامی بوده‌است.